# Pero calinaria
Pero calinaria là một loài bướm đêm trong họ Geometridae.